# Geoff Barrow
Geoff Barrow est un musicien et producteur anglais né à Walton in Gordano, près de Bristol, le 9 décembre 1971. Il est notamment connu comme étant l'un des membres créateurs du groupe Portishead.

## Biographie
C'est à la suite de sa rencontre avec Beth Gibbons en 1991 que le groupe Portishead fut créé. 
Il a créé son propre label Invada records. En janvier 2009, il fonde le groupe Beak> avec deux autres musiciens de Bristol : Billy Fuller et Matt Williams. En 2012 il fonde le groupe de hip-hop Quakers (en),. 
À côté de ses activités de musicien il a aussi réalisé des albums pour différents groupes tels que The Horrors ou The Coral.

## Discographie
Avec Portishead :
- Dummy (automne 1994)
- Portishead (automne 1997)
- Roseland NYC Live (live enregistré à la salle Roseland à New York, 1998)
- Third (avril 2008)

Avec BEAK> :
- Beak> (automne 2009)
- Beak>>  (2012)

Avec Quakers : 
- Quaker (2012)

Pour le cinéma :
- Ex machina (2015)
- Annihilation (2018)
- Men (2022)
- Civil War (2024)

Pour la télévision :
- Hanna (2019)